# スーパーラグビー・アオテアロア
スーパーラグビー・アオテアロア（英語: Super Rugby Aotearoa）は、スーパーラグビーの特別大会（ニュージーランド地域大会）。コロナ禍でスーパーラグビーが中断していた2020年・2021年の2シーズンのみ開催された。

## 概要
2020年、コロナ禍の影響でスーパーラグビーが中断された。その後、国内警戒レベルが収まったことからニュージーランドのチームのみで再開。新ルールとして、前後半を戦って同点だった場合は10分間の延長戦を実施する『ゴールデンポイント』制度が導入された。
2021年も実施された。大会終了後に、スーパーラグビーAUに参加するオーストラリアの5チームとの交流対抗戦、スーパーラグビー・トランスタスマンが設けられた。スーパーラグビー・アオテアロアとしては同シーズン限りで終了した。
2022年からはスーパーラグビー・パシフィックのニュージーランドカンファレンスに形を変え、新たにミクロネシア出身選手を中心として編成したモアナ・パシフィカが加盟し6チームとなる。リーグ戦は、オーストラリアカンファレンスの6チームを含めた12チームによる変則総当たり（1回総当たり+自カンファレンスの特定3チームとの総当たりの計14試合）を行い、上位8チームがプレーオフに進出する。

## 参加チーム
- クルセイダーズ
- チーフス
- ハイランダーズ
- ハリケーンズ
- ブルーズ

## 成績

### 2020シーズン
| 順位 | チーム         | 試合 | 勝 | 分 | 敗 | 得点 | 失点 | 得失 | 勝点 |
| ---- | -------------- | ---- | -- | -- | -- | ---- | ---- | ---- | ---- |
| 1    | クルセイダーズ | 8    | 6  | 1  | 1  | 219  | 148  | +71  | 30   |
| 2    | ブルーズ       | 8    | 5  | 1  | 2  | 176  | 149  | +27  | 24   |
| 3    | ハリケーンズ   | 8    | 5  | 0  | 3  | 202  | 213  | -11  | 21   |
| 4    | ハイランダーズ | 8    | 3  | 0  | 5  | 197  | 227  | -30  | 14   |
| 5    | チーフス       | 8    | 0  | 0  | 8  | 155  | 212  | -57  | 5    |

### 2021シーズン
| 順位 | チーム         | 試合 | 勝 | 分 | 敗 | 得点 | 失点 | 得失 | 勝点 |
| ---- | -------------- | ---- | -- | -- | -- | ---- | ---- | ---- | ---- |
| 1    | クルセイダーズ | 8    | 6  | 0  | 2  | 237  | 165  | +72  | 28   |
| 2    | チーフス       | 8    | 5  | 0  | 3  | 187  | 230  | -43  | 20   |
| 3    | ブルーズ       | 8    | 4  | 0  | 4  | 210  | 191  | +19  | 20   |
| 4    | ハイランダーズ | 8    | 3  | 0  | 5  | 201  | 226  | -25  | 14   |
| 5    | ハリケーンズ   | 8    | 2  | 0  | 6  | 200  | 223  | -23  | 12   |

## 日本でのテレビ放送
2020シーズンはJSPORTSで注目試合を放送、JSPORTSオンデマンドで全試合を配信。
2021シーズンはWOWOWで姫野和樹が加入したハイランダーズの試合を中心に放送、WOWOWオンデマンドで全試合を配信。